# 인터넷 채널
인터넷 채널(Internet Channel)은 닌텐도 위에 사용되는 오페라 9 웹 브라우저로 오페라 소프트웨어와 닌텐도가 개발했다. 또한 오페라 소프트웨어는 닌텐도의 핸드헬드 시스템을 위한 닌텐도 DS 브라우저도 개발했다.
인터넷 채널은 오페라 미니처럼 네트워크나 프록시 서버를 경유하지 않고 페이지를 HTTP와 HTTPS 서버에서 바로 읽는다. 인터넷 채널은 오페라의 중간 크기 스크린 렌더링 기술을 이용해서 대부분의 웹 사이트를 데스크톱 컴퓨터에서 보듯이 볼 수 있다.

## 역사
2006년 5월 10일, 오페라 소프트웨어는 닌텐도 위용 웹 브라우저를 개발하겠다는 계획을 발표했다. 그 후 인터넷 채널의 체험 버전이 2006년 12월에 공개되었다. 아직 베타 단계였지만 이 버전은 파이널 버전에서 쓰이는 거의 대부분의 기능을 포함하고 있었다. 이 버전은 페이지를 확대할 수 있었고, 어도비 플래시, AJAX를 지원했다. 다른 웹 브라우저와 비슷하게, 체험 버전은 즐겨찾기 시스템을 가지고 있었고, 브라우저는 즐겨찾기에 등록된 사이트의 섬네일 이미지를 볼 수 있었다. 그렇지만 체험 버전은 몇 가지 한계가 있었다. 웹 주소는 홈페이지에서만 입력될 수 있었고, 방문했던 사이트 보기 기능이 없다. 또한 이 브라우저는 하이퍼링크를 사용하는데 어려움이 있었고, 사용자가 설정할 수 있는 부분이 거의 없었다. 또한 즐겨찾기의 개수도 21개로 한정되어 있었다.
인터넷 채널의 정식 버전은 2007년 4월 공개되었다. 기존 체험 버전 사용자들은 무료로 업그레이드 할 수 있었지만 기존에 체험 버전을 사용하지 않았던 사용자들은 2007년 7월 1일부터 2009년 9월 1일까지 500 위 포인트를 지불해야 했다. 오페라 9.5의 출시 전까지 인터넷 채널의 레이아웃 엔진은 데스크톱 버전의 오페라보다 더 진보해 있었다. 인터넷 채널의 레이아웃 엔진은 데스크톱 에디션에 9.5 버전까지 포함되지 않았던 버그 수정을 포함하고 있었다. 이후 2007년 10월 10일, 인터넷 채널에 USB 키보드 지원 추가, 즐겨찾기 제한 개수 56개로 증가하였다. 위의 주소록을 이용해서 즐겨찾기 전송, 단어 하이라이트 등의 기능을 추가한 업데이트 버전이 공개되었다.
2009년 9월 1일, 인터넷 채널은 무료로 사용할 수 있도록 업데이트되었다. 기존에 500 위 포인트를 지급하고 다운로드한 사용자들은 가상 콘솔에서 무료 닌텐도 엔터테인먼트 시스템 게임을 다운로드할 수 있었다. 이 게임은 500 위 포인트가 필요했던 게임이다. 이 업데이트는 플래시를 어도비 플래시 라이트 3.1로 바꾸면서 어도비 플래시 버전 8의 거의 모든 기능을 포함하게 되었다.

## 기능
오페라 기반 위 브라우저는 사용자가 웹에 완전하게 접근할 수 있도록 해주고, CSS, 자바스크립트등 데스크톱 버전의 오페라와 거의 같은 웹 표준 기술을 지원한다. 오페라 9와 같이 인터넷 채널은 Acid2 테스트를 통과하고. 이 브라우저는 Ajax, RSS, 어도비 플래시 등의 기술을 사용할 수 있다.
오페라 소프트웨어는 위 브라우저를 "거실 엔터테인먼트" 형태로 디자인했다. 인터넷 채널은 컴퓨터 모니터에 있는 오페라 웹 브라우저와 다르게, 더 큰 글꼴과 간단한 사용자 인터페이스를 가지고 있도록 디자인되었다. 사용자는 또한 텍스트를 입력할 때 USB 키보드를 사용할 수 있다. 이 기능은 위 시스템 업데이트와 인터넷 채널 업데이트에 추가되었다.